# باشگاه والیبال مودنا والی
باشگاه مودنا والی (به انگلیسی: Modena Volley) باشگاه والیبال حرفه‌ای مستقر در مودنا، ایتالیا است که در سری آ والیبال ایتالیا حضور دارد.
این باشگاه در سال ۱۹۶۶ تأسیس شد و از ریشه‌دارترین و موفق‌ترین تیم‌های اروپا محسوب می‌شود. مودنا با ۱۲ قهرمانی در سری آ پرافتخارترین تیم ایتالیا است. هم‌چنین این تیم در سال‌های ۱۹۹۰، ۱۹۹۶، ۱۹۹۷ و ۱۹۹۸ قهرمان، لیگ قهرمانان اروپا شد.
مودنا برای تحقق خواسته های رادوستین استویچف دست روی بازیکنانی گذاشته که او نشان می کند. پس از انتقال برونو رزنده به مودنا و جلب رضایت رادوستین استویچف برای قبول مربیگری، حال اینک نوبت به مهاجم مولفتا می رسد که در پی درخواست استویچف به این تیم انتقال می یابد. جولیو سابی، امتیازآورترین بازیکن سری آ ایتالیا که فصل گذشته را برای مولفتا توپ زد قرار است به مودنا انتقال یابد.

## تاریخچه
این باشگاه در سال ۱۹۶۶ توسط بنیتو و جوزپه پانینی که صاحبان خانه انتشارات پانینی بودند، تأسیس شد و مجموعه ورزشی پانینی نام گرفت. این باشگاه با سرمربی‌گری فرانکو آندرلینی فعالیت خود را در سطح سوم لیگ ایتالیا آغاز کرد و در سال ۱۹۶۸ به سری آ رسید و از همان زمان تا کنون در سطح نخست لیگ ایتالیا مانده است.
تیم والیبال پانینی مودنا تا پیش از دهه ۱۹۹۰ میلادی توانست به ۸ قهرمانی سری آ، ۶ قهرمانی جام حذفی ایتالیا، ۲ قهرمانی جام کنفدراسیون اروپا و ۱ مقام نخست لیگ قهرمانان اروپا دست یابد، اما در آغاز دهه ۹۰ با مشکلات مالی مواجه شد و بهترین بازیکنانش را از دست داد. در سال ۱۹۹۳ برای اولین بار مالکیت باشگاه تغییر کرد و به جووانی واندلی سپرده شد که صاحب کارخانه تولید سرامیک دیتونا بود. واندلی ستارگان والیبال را به مودنا بازگرداند و آن‌ها را در قالب تیم دیتونا والی مودنا به میدان فرستاد.
جوزپه پانینی در سال ۱۹۹۶ درگذشت و شهردار مودنا برای یادبود و به پاس زحماتش، نام سالن ورزشی جوزپه پانینی (به اختصار: پالاپانینی) را برای سالن خانگی باشگاه مودنا برگزید.
واندلی تا سال ۲۰۰۵ مالک تیم بود، اما پس از ناکامی‌های بسیار سهمیه باشگاه را به یک تاجر صنعت زغال‌سنگ و والیبالیست سابق به نام آنتونیو بارونه و همسرش کاتیا پدرینی و یک تاجر به اسم جولیانو گرانی، فروخت. آن‌ها نام باشگاه را به پالاوُلو مودنا تغییر دادند.
در این زمان هم با وجود حضور ستاره‌های جهانی در تیم، آن چنان‌که انتظار می‌رفت نتیجه‌ای حاصل نشد تا اینکه در سال ۲۰۱۳ جینو جیبرتینی (فروشنده محصولات نفتی)، آنتونیو پانینی (پسر جوزپه پانینی)، دینو پیاچنتینی (پیمانکار ساختمانی)، پتر زینتلنتر (مدیرعامل شرکت ترنک‌والدر) و کاتیا پدرینی، با تشکیل کنسرسیوم مالکیت باشگاه را به دست گرفتند و به مودنا والی پونتو زِرو تغییر نام یافت. اما این پیوند چندان تداوم نیافت و چند ماه بعد جیبرتینی، پانینی و زینتلنتر از باشگاه جدا شدند و کاتیا پدرینی به تنهایی مالکیت باشگاه را بر عهده گرفت و پیاچنتینی هم به عنوان معاون او منصوب شد.
برای فصل ۲۰۱۴/۱۵ نام باشگاه باز هم تغییر کرد و این‌بار با یک لوگوی جدید و تنها به اسم مودنا والی معرفی شد و پس از ۷ سال توانست مقامی به دست آورد.
در سال بعد (۲۰۱۵/۱۶) نیز مودنا والی تیمی قدرتمندتر را روانه مسابقات کرد و موفق شد پس از ۱۴ سال بالاخره جام قهرمانی سری آ را به دست بیاورد.

## دست‌آوردها
- لیگ والیبال مردان ایتالیا:
  -  قهرمان: ۱۹۶۹/۱۹۷۰، ۱۹۷۱/۱۹۷۲، ۱۹۷۳/۱۹۷۴، ۱۹۷۵/۱۹۷۶، ۱۹۸۵/۱۹۸۶، ۱۹۸۶/۱۹۸۷، ۱۹۸۷/۱۹۸۸، ۱۹۸۸/۱۹۸۹، ۱۹۹۴/۱۹۹۵، ۱۹۹۶/۱۹۹۷، ۲۰۰۱/۲۰۰۲، ۲۰۱۵/۱۰۱۶
- جام حذفی ایتالیا:
  -  قهرمان: ۱۹۷۸/۱۹۷۹، ۱۹۷۹/۱۹۸۰، ۱۹۸۴/۱۹۸۵، ۱۹۸۵/۱۹۸۶، ۱۹۸۷/۱۹۸۸، ۱۹۸۸/۱۹۸۹، ۱۹۹۳/۱۹۹۴، ۱۹۹۴/۱۹۹۵، ۱۹۹۶/۱۹۹۷، ۱۹۹۷/۱۹۹۸، ۲۰۱۵/۱۰۱۶
- سوپر جام ایتالیا:
  -  قهرمان: ۱۹۹۷/۱۹۹۸، ۲۰۱۵/۱۰۱۶
- لیگ قهرمانان اروپا:
  -  قهرمان: ۱۹۸۹/۱۹۹۰، ۱۹۹۵/۱۹۹۶، ۱۹۹۶/۱۹۹۷، ۱۹۹۷/۱۹۹۸
- جام کنفدراسیون والیبال اروپا:
  -  قهرمان: ۱۹۸۲/۱۹۸۳، ۱۹۸۳/۱۹۸۴، ۱۹۸۴/۱۹۸۵، ۲۰۰۳/۲۰۰۴
- چلنج کاپ:
  -  قهرمان: ۲۰۰۷/۲۰۰۸

## ترکیب تیم

### سال ۱۳۹۵ (۲۰۱۶/۲۰۱۷)
| سرمربی: | روبرتو پیاتزا |

| شماره | بازیکن           | تاریخ تولد               | پست                 |
| ----- | ---------------- | ------------------------ | ------------------- |
| ۱     | برایان کوک       | ۱ ژوئن ۱۹۹۲ ‏(۳۲ سال)     | دریافت‌کننده         |
| ۴     | نمانیا پتریچ     | ۲۸ ژوئیهٔ ۱۹۸۷ ‏(۳۷ سال)   | دریافت‌کننده         |
| ۵     | سانتیاگو اردونا  | ۳۱ اوت ۱۹۸۳ ‏(۴۱ سال)     | پاسور               |
| ۶     | یاکوپو ماساری    | ۲ ژوئن ۱۹۸۸ ‏(۳۶ سال)     | دریافت‌کننده/پشت‌خط‌زن |
| ۷     | سالواتوره روسینی | ۱۳ ژوئیهٔ ۱۹۸۶ ‏(۳۸ سال)   | لیبرو               |
| ۸     | سوان انگاپت      | ۹ ژانویهٔ ۱۹۹۲ ‏(۳۳ سال)   | دریافت‌کننده/پشت‌خط‌زن |
| ۹     | اروین انگاپت     | ۱۲ فوریهٔ ۱۹۹۱ ‏(۳۴ سال)   | دریافت‌کننده/پشت‌خط‌زن |
| ۱۰    | کوین لو رو       | ۱۱ مهٔ ۱۹۸۹ ‏(۳۵ سال)      | مدافع میانی         |
| ۱۱    | ماتئو پیانو      | ۲۴ اکتبر ۱۹۹۰ ‏(۳۴ سال)   | مدافع میانی         |
| ۱۲    | مکس‌ول هولت       | ۱۱ مارس ۱۹۸۷ ‏(۳۸ سال)    | مدافع میانی         |
| ۱۴    | سموئل اونوئلو    | ۱۸ آوریل ۱۹۹۷ ‏(۲۷ سال)   | پشت‌خط‌زن             |
| ۱۶    | نیکولا سالسی     | ۱۳ سپتامبر ۱۹۹۷ ‏(۲۷ سال) | پاسور               |
| ۱۷    | لوکا وتوری       | ۲۶ آوریل ۱۹۹۱ ‏(۳۳ سال)   | پشت‌خط‌زن             |

### سال ۱۳۹۴ (۲۰۱۵/۲۰۱۶)
| سرمربی: | آنجلو لورنزتی |

| شماره | بازیکن            | تاریخ تولد               | پست         |
| ----- | ----------------- | ------------------------ | ----------- |
| ۱     | برونو رزنده       | ۲ ژوئیهٔ ۱۹۸۶ ‏(۳۸ سال)    | پاسور       |
| ۲     | فابیو دونادیو     | ۳۰ آوریل ۱۹۸۸ ‏(۳۶ سال)   | لیبرو       |
| ۴     | نمانیا پتریچ      | ۲۸ ژوئیهٔ ۱۹۸۷ ‏(۳۷ سال)   | دریافت‌کننده |
| ۵     | پیترو سولی        | ۱۵ سپتامبر ۱۹۹۴ ‏(۳۰ سال) | پاسور       |
| ۶     | آلبرتو کازادی     | ۶ فوریهٔ ۱۹۸۴ ‏(۴۱ سال)    | پشت‌خط‌زن     |
| ۷     | سالواتوره روسینی  | ۱۳ ژوئیهٔ ۱۹۸۶ ‏(۳۸ سال)   | لیبرو       |
| ۸     | لوکا سارتورتی     | ۲۰ نوامبر ۱۹۹۵ ‏(۲۹ سال)  | دریافت‌کننده |
| ۹     | اروین انگاپت      | ۱۲ فوریهٔ ۱۹۹۱ ‏(۳۴ سال)   | دریافت‌کننده |
| ۱۰    | میلوش نیکیچ       | ۳۱ مارس ۱۹۸۶ ‏(۳۸ سال)    | دریافت‌کننده |
| ۱۱    | ماتئو پیانو       | ۲۴ اکتبر ۱۹۹۰ ‏(۳۴ سال)   | مدافع میانی |
| ۱۲    | الیا بوسی         | ۱۵ اوت ۱۹۹۴ ‏(۳۰ سال)     | مدافع میانی |
| ۱۶    | لوکاس ساتکمپ      | ۶ مارس ۱۹۸۶ ‏(۳۹ سال)     | مدافع میانی |
| ۱۷    | لوکا وتوری        | ۲۶ آوریل ۱۹۹۱ ‏(۳۳ سال)   | پشت‌خط‌زن     |
| ۱۸    | نیکولاس سیگینولفی | ۱۱ اوت ۱۹۹۴ ‏(۳۰ سال)     | مدافع میانی |

### سال ۱۳۹۳ (۲۰۱۴/۲۰۱۵)
| سرمربی: | آنجلو لورنزتی |

| شماره | بازیکن           | تاریخ تولد              | پست         |
| ----- | ---------------- | ----------------------- | ----------- |
| ۱     | برونو رزنده      | ۲ ژوئیهٔ ۱۹۸۶ ‏(۳۸ سال)   | پاسور       |
| ۲     | فابیو دونادیو    | ۳۰ آوریل ۱۹۸۸ ‏(۳۶ سال)  | لیبرو       |
| ۳     | آندره آ سالا     | ۲۷ دسامبر ۱۹۷۸ ‏(۴۶ سال) | مدافع میانی |
| ۴     | نمانیا پتریچ     | ۲۸ ژوئیهٔ ۱۹۸۷ ‏(۳۷ سال)  | دریافت‌کننده |
| ۵     | دانته بونینفانته | ۷ مارس ۱۹۷۷ ‏(۴۸ سال)    | پاسور       |
| ۶     | آلبرتو کازادی    | ۶ فوریهٔ ۱۹۸۴ ‏(۴۱ سال)   | پشت‌خط‌زن     |
| ۷     | سالواتوره روسینی | ۱۳ ژوئیهٔ ۱۹۸۶ ‏(۳۸ سال)  | لیبرو       |
| ۹     | اروین انگاپت     | ۱۲ فوریهٔ ۱۹۹۱ ‏(۳۴ سال)  | دریافت‌کننده |
| ۱۱    | ماتئو پیانو      | ۲۴ اکتبر ۱۹۹۰ ‏(۳۴ سال)  | مدافع میانی |
| ۱۲    | پیتر ورهیس       | ۸ دسامبر ۱۹۸۹ ‏(۳۵ سال)  | مدافع میانی |
| ۱۴    | یوکی ایشیکاوا    | ۱۱ دسامبر ۱۹۹۵ ‏(۲۹ سال) | دریافت‌کننده |
| ۱۶    | اوروش کواچویچ    | ۶ مهٔ ۱۹۹۳ ‏(۳۱ سال)      | دریافت‌کننده |
| ۱۷    | لوکا وتوری       | ۲۶ آوریل ۱۹۹۱ ‏(۳۳ سال)  | پشت‌خط‌زن     |

## بازیکن‌های سرشناس
| ۱۹۸۰–۱۹۸۳                     | آندره‌آ آناستازی    |
| ۲۰۱۲–۲۰۱۳                     | میکله بارانوویچ    |
| ۱۹۸۵–۱۹۸۹ ۲۰۰۵–۲۰۰۷           | داویده بلینی       |
| ۱۹۸۵–۱۹۹۰                     | لورنزو برناردی     |
| ۱۹۸۳–۱۹۹۰ ۱۹۹۳–۱۹۹۴           | فرانکو برتولی      |
| ۲۰۰۰–۲۰۰۳                     | ویگور بوولنتا      |
| ۱۹۹۴–۱۹۹۸                     | مارکو براچی        |
| ۱۹۸۰–۱۹۹۰ ۱۹۹۳–۱۹۹۸ ۲۰۰۰–۲۰۰۴ | لوکا کانتاگالی     |
| ۱۹۷۲–۱۹۸۱ ۱۹۸۴–۱۹۸۶ ۱۹۹۴–۱۹۹۵ | فرانچسکو دالواولیو |
| ۱۹۸۶–۱۹۸۷                     | فردیناندو دجورجی   |
| ۲۰۰۱–۲۰۰۳                     | آندره‌آ گاردینی     |
| ۱۹۹۶–۲۰۰۸                     | آندره‌آ جانی        |
| ۱۹۸۱–۱۹۹۰ ۱۹۹۸–۲۰۰۰           | آندره‌آ لوکتا       |
| ۲۰۰۵–۲۰۰۶                     | لوئیجی ماسترآنجلو  |
| ۱۹۶۸–۱۹۷۵                     | آندره‌آ نانیتی      |
| ۱۹۹۰–۱۹۹۴ ۲۰۰۰–۲۰۰۶           | دامیانو پیپی       |
| ۱۹۹۶–۱۹۹۷ ۲۰۰۵–۲۰۰۹           | آندره‌آ سارتورتی    |
| ۲۰۰۳–۲۰۰۵ ۲۰۰۸–۲۰۰۹           | دراگان تراویتسا    |
| ۱۹۸۶–۱۹۹۰ ۱۹۹۴–۲۰۰۰           | فابیو ولو          |
| ۲۰۰۷–۲۰۱۲                     | / آنجل دنیس        |

| ۱۹۸۲–۱۹۸۶           | استبان مارتینز      |
| ۱۹۹۰–۱۹۹۳           | هوگو کونته          |
| ۱۹۹۳–۲۰۰۰           | خوان کومینتی        |
| ۱۹۹۰–۱۹۹۳           | والدو کانتور        |
| ۱۹۸۴–۱۹۸۶ ۱۹۸۷–۱۹۸۸ | رائول کیروگا        |
| ۲۰۱۰–۲۰۱۲           | یوری برژکو          |
| ۱۹۹۸–۲۰۰۲           | الکسی کازاکوف       |
| ۱۹۹۳–۱۹۹۵           | روسلان اولیخور      |
| ۲۰۰۰–۲۰۰۲           | رومان یاکوولف       |
| ۱۹۹۴–۲۰۰۰           | بس ون د گور         |
| ۲۰۰۰–۲۰۰۲           | خودو خورتزن         |
| ۲۰۰۸–۲۰۱۱           | ویچه کویسترا        |
| ۲۰۰۹–۲۰۱۲           | دیک کوی             |
| ۲۰۱۲–۲۰۱۴           | زبیگنیو بارتمن      |
| ۱۹۷۵–۱۹۷۷           | ادوارد اسکورک       |
| ۲۰۱۳–۲۰۱۴           | لوکاس کامپا         |
| ۱۹۶۸–۱۹۷۰           | جوزف موزیل          |
| ۲۰۰۴–۲۰۰۵           | یان اشتوکر          |
| ۱۹۷۸–۱۹۸۰           | برنارد راجزمن       |
| ۲۰۰۳–۲۰۰۷           | لوئیز فیلیپه فونتلس |
| ۱۹۹۲–۱۹۹۴           | مائوریسیو لیما      |
| ۲۰۰۵–۲۰۰۸           | ریکاردو گارسیا      |
| ۲۰۰۶–۲۰۰۷           | نالبرت بیتنکورت     |
| ۲۰۰۶–۲۰۰۹           | موریلو اندرس        |
| ۲۰۰۶–۲۰۰۹           | سیدائو              |
| ۲۰۰۷–۲۰۰۸           | آندره هلر           |
| ۲۰۰۷–۲۰۰۸           | آندره ناسیمنتو      |
| ۲۰۱۵–۲۰۱۶           | لوکاس ساتکمپ        |
| ۲۰۱۱ ۲۰۱۴–۲۰۱۶      | برونو رزنده         |
| ۲۰۱۱–۲۰۱۲           | مت اندرسون          |
| ۲۰۰۰–۲۰۰۴           | لوی بال             |
| ۲۰۰۸–۲۰۰۹           | دیوید لی (والیبال)  |
| ۱۹۸۸–۱۹۹۰           | دوگ پارتی           |
| ۲۰۱۲–۲۰۱۵           | اوروش کواچویچ       |

## سرمربی‌ها
| ۱۹۶۶–۱۹۷۵ | ایتالیا                          | فرانکو آندرلینی    |
| ۱۹۷۵–۱۹۷۸ | لهستان                           | ادوارد اسکورک      |
| ۱۹۷۸–۱۹۸۳ | ایتالیا                          | جان پائولو جودتی   |
| ۱۹۸۳–۱۹۸۵ | ایتالیا                          | آندره نانینی       |
| ۱۹۸۵–۱۹۸۹ | آرژانتین                         | خولیو ولاسکو       |
| ۱۹۸۹–۱۹۹۰ | جمهوری فدرال سوسیالیستی یوگسلاوی | ولادیمیر یانکوویچ  |
| ۱۹۹۰–۱۹۹۲ | ایتالیا                          | ماسیمو باربولینی   |
| ۱۹۹۲–۱۹۹۳ | برزیل                            | برناردو رزنده      |
| ۱۹۹۳–۱۹۹۷ | ایتالیا                          | دانیله بانیولی     |
| ۱۹۹۶–۱۹۹۷ | ایتالیا                          | فرانکو برتولی      |
| ۱۹۹۷–۱۹۹۸ | ایتالیا                          | فرانچسکو دالواولو  |
| ۱۹۹۸–۲۰۰۰ | ایتالیا                          | برونو بانیولی      |
| ۲۰۰۰      | ایتالیا                          | فرانکو برتولی      |
| ۲۰۰۰–۲۰۰۱ | ایتالیا                          | دانیله بانیولی     |
| ۲۰۰۱–۲۰۰۴ | ایتالیا                          | آنجلو لورنزتی      |
| ۲۰۰۴      | ایتالیا                          | مائوریتزیو منارینی |
| ۲۰۰۴–۲۰۰۶ | آرژانتین                         | خولیو ولاسکو       |
| ۲۰۰۶–۲۰۰۷ | ایتالیا                          | برونو بانیولی      |
| ۲۰۰۷–۲۰۰۸ | ایتالیا                          | آندره جانی         |
| ۲۰۰۸–۲۰۰۹ | ایتالیا                          | امانوئله زانینی    |
| ۲۰۰۹–۲۰۱۱ | ایتالیا                          | سیلوانو پراندی     |
| ۲۰۱۱–۲۰۱۲ | ایتالیا                          | دانیله بانیولی     |
| ۲۰۱۲–۲۰۱۶ | ایتالیا                          | آنجلو لورنزتی      |

## نام‌ها
| ۱۹۶۸–۱۹۸۹ | پانینی مودنا                             |
| ۱۹۸۹–۱۹۹۱ | فیلیپس مودنا                             |
| ۱۹۹۱–۱۹۹۲ | کاریمونته مودنا                          |
| ۱۹۹۲–۱۹۹۳ | پانینی مودنا                             |
| ۱۹۹۳–۱۹۹۴ | دایتونا مودنا                            |
| ۱۹۹۴–۱۹۹۵ | دایتونا لاس مودنا                        |
| ۱۹۹۵–۱۹۹۶ | لاس دایتونا مودنا                        |
| ۱۹۹۶–۱۹۹۷ | لاس دایتونا مودنا / لاس والتور مودنا [۱] |
| ۱۹۹۷–۲۰۰۰ | کازا مودنا اونیبون                       |
| ۲۰۰۰–۲۰۰۲ | کازا مودنا سالومی                        |
| ۲۰۰۲–۲۰۰۳ | کراکول مودنا / متا دایتونا مودنا [۲]     |
| ۲۰۰۳–۲۰۰۴ | کراکول مودنا                             |
| ۲۰۰۴–۲۰۰۵ | دایتونا مودنا                            |
| ۲۰۰۵–۲۰۰۸ | چیمونه مودنا                             |
| ۲۰۰۸–۲۰۱۰ | ترنک‌والدر مودنا                          |
| ۲۰۱۰–۲۰۱۴ | کازا مودنا                               |
| ۲۰۱۴–۲۰۱۵ | مودنا والی / پارمارجو مودنا [۳]          |
| ۲۰۱۵–۲۰۱۶ | دی‌اچ‌ال مودنا                             |

- ۱  فقط در لیگ قهرمانان اروپا
- ۲  فقط در جام حذفی
- ۳  از تاریخ ۲۸ فوریه ۲۰۱۵ به بعد